# ジェントルメン中村
ジェントルメン中村（ジェントルメンなかむら）は、日本の漫画家。MC紳士としてラッパーとしても活動している。

## 来歴
小学校低学年のとき、同じく『キン肉マン』が好きだった友達が漫画を描いており、自身も漫画を描いてみたところ楽しかったことから、漫画家になることを決めた。
2002年、出版社に持ち込みを行い、アドバイスを貰って完成した漫画『漢の私生活』が『週刊ヤングマガジン』の月例賞で奨励賞を受賞。2003年、『マスラオ桶狭間』が『別冊ヤングマガジン』の紙面に載りデビュー作となった。
2007年、MC紳士名義でラップを始める。
2018年には音楽レーベル「ジェントルメンレコーズ」を設立し、自身の作品のテーマソングを発表している。また、『セレベスト織田信長』が「WEBマンガ総選挙2018」で4位を獲得。

## 人物・作風
幼少期は『キン肉マン』や『魁!!男塾』などを好んで読んでおり、身近なものをすごく見せる演出などで影響を受けているという。
癖のある男性の物語を描くことが多い。
『プロレスメン』や『ようこそ! アマゾネス☆ポケット編集部へ』など「先輩後輩もの」の作品を多く描いている。その理由として中村は、『キン肉マン』の影響を受けていることや、先輩がレベルの高い行動をし、読者と後輩がそれに翻弄されるという構図が作りやすいことを挙げている。
ルビ芸も特徴の一つとなっており、ラップの影響で韻を踏むことから特徴的なルビ芸が生まれると語っている。また、TwitterなどのSNSでは、ルビの良しあしで拡散数が変わってくるため、決めゴマのルビは力を入れて制作されている。

## 作品

### 漫画作品
- 『マスラオ桶狭間』（『別冊ヤングマガジン』2003年） - デビュー作
- 『パチスロ男爵』ガイドワークス 既刊2巻（『パチスロパニック7』）
- 『プロレスメン』講談社〈ヤンマガKCスペシャル〉全1巻（『週刊ヤングマガジン』→『月刊ヤングマガジン』2009年 - 2010年[8]）
- 『我がギャンブル人生は悔いばかり!』（「東京スポーツ」）
- 『セレベスト織田信長』リイド社〈リイドカフェコミックス〉既刊2巻（『リイドカフェ』2016年 - 2022年）
- 『ようこそ! アマゾネス☆ポケット編集部へ』講談社 既刊2巻（『IN★POCKET』→「講談社文庫」webサイト→『小説現代』2018年 - 2021年）
- 『異世界プロレスラーマキト』ソルマーレ編集部〈ズズズキュン！〉全2巻（「コミックシーモア」2020年 - 2022年[9]）
- 『ざっくりわかる 8コマ三国志』朝日新聞出版 - まんが担当、著：渡邉義浩[10]
- 『剛力さん家はシュラバラバンババン』竹書房〈バンブーコミックス〉全1巻（『まんがライフオリジナル』2022年 - 2023年[11]）
- 『球神転生』小学館〈裏少年サンデーコミックス〉全4巻（『マンガワン』2024年1月28日[12] - 2025年1月12日）

### 音楽作品
- 「三十路の衝動」（MC紳士&MAD刃物 名義）[4]
- 『セレベスト織田信長』関連（MC紳士a.k.aジェントルメン中村 名義）[5]
  - 「だろォ〜セレベスト織田信長のテーマ〜」
  - 「アフター・ラグジュアリー〜セレベスト織田信長 心のエンディングテーマ〜」
  - 「群雄割拠〜一人キャラソンマイクリレー〜」
- 『ようこそ! アマゾネス☆ポケット編集部へ』関連（MC紳士a.k.aジェントルメン中村 名義）[13]
  - 「I'm アマゾネス」

### イラスト
- サイプレス上野とロベルト吉野「More & More feat. ももいろクローバーZ」（2020年） - ミュージックビデオ イラスト・シナリオ[14]
- 鏑木毅『50歳で100km走る！』（2022年1月 扶桑社） - 装画
- KE-TA『ベンチプレスで100kg挙げる！』（扶桑社 2022年3月） - 装画
- 西澤保彦『フェティッシュ』（2022年4月 コスミック文庫） - 装画
- 高水裕一『宇宙最強物質決定戦』（2023年2月 ちくまプリマー新書） - 挿画